# کابینه اسرائیل
کابینه اسرائیل (عبری: ממשלת ישראל‎) قدرت اجرایی را در کشور اسرائیل اعمال می‌کند. این سازمان متشکل از وزرایی است که توسط نخست‌وزیر انتخاب و رهبری می‌شوند. ترکیب دولت باید با رای اعتماد در کنست (پارلمان اسرائیل) تصویب شود. بر اساس قوانین اسرائیل، نخست‌وزیر ممکن است اعضای دولت را برکنار کند، اما باید این کار را به صورت کتبی انجام دهد و منصوبان جدید باید توسط کنست تأیید شوند. اکثر وزرا وزارتخانه‌ها را تحت مدیریت و راهبری خود دارند، هرچند بعضی از آنها وزرای سیار هستند. اکثر وزرا اعضای کنست هستند، اگرچه فقط نخست‌وزیر و " نخست وزیر موقت تعیین شده " باید ملزم به عضویت در کنست باشند. به برخی از وزرا معاون و معاون نخست‌وزیر نیز گفته می‌شود. برخلاف نخست‌وزیر موقت تعیین‌شده، این نقش‌ها معنای قانونی ندارند. دولت مطابق قانون اساسی عمل می‌کند. در روزهای یکشنبه هر هفته در اورشلیم تشکیل جلسه می‌دهند. اگر شرایط ایجاب کند، ممکن است جلسات دیگری برگزار شود.